# Klasika Primavera 2006
La 52e édition de la Klasika Primavera a eu lieu le 9 avril 2006. La victoire est revenue à l'Espagnol Carlos Sastre.

## Classement
| \| Classement général \| Classement général \| Classement général \| Classement général \| Classement général \| \| Coureur \| Coureur \| Pays \| Équipe \| Temps \| \| ------------------ \| -------------------------- \| ------------------ \| ------------------------------ \| ------------------ \| \| 1er \| Carlos Sastre \| Espagne \| CSC \| 4 h 00 min 57 s \| \| 2e \| Damiano Cunego \| Italie \| Lampre-Fondital \| + 0 s \| \| 3e \| Joaquim Rodríguez \| Espagne \| Caisse d'Épargne-Illes Balears \| + 0 s \| \| 4e \| Alberto Contador \| Espagne \| Liberty Seguros-Würth \| + 0 s \| \| 5e \| David Arroyo \| Espagne \| Caisse d'Épargne-Illes Balears \| + 12 s \| \| 6e \| Ruggero Marzoli \| Italie \| Lampre-Fondital \| + 23 s \| \| 7e \| Jaume Rovira \| Espagne \| Andalucía-Paul Versan \| + 23 s \| \| 8e \| Francisco Pérez Sánchez \| Espagne \| Caisse d'Épargne-Illes Balears \| + 23 s \| \| 9e \| David Etxebarria \| Espagne \| Liberty Seguros-Würth \| + 23 s \| \| 10e \| José Ángel Gómez Marchante \| Espagne \| Saunier Duval-Prodir \| + 26 s \| |                            |         |                                |                 |
| |                            |         |                                |                 |
| Sources : ProCyclingStats Cycling Quotient Cycling Archives |                            |         |                                |                 |
| Classement général |                            |         |                                |                 |
| Coureur | Coureur                    | Pays    | Équipe                         | Temps           |
| 1er | Carlos Sastre              | Espagne | CSC                            | 4 h 00 min 57 s |
| 2e | Damiano Cunego             | Italie  | Lampre-Fondital                | + 0 s           |
| 3e | Joaquim Rodríguez          | Espagne | Caisse d'Épargne-Illes Balears | + 0 s           |
| 4e | Alberto Contador           | Espagne | Liberty Seguros-Würth          | + 0 s           |
| 5e | David Arroyo               | Espagne | Caisse d'Épargne-Illes Balears | + 12 s          |
| 6e | Ruggero Marzoli            | Italie  | Lampre-Fondital                | + 23 s          |
| 7e | Jaume Rovira               | Espagne | Andalucía-Paul Versan          | + 23 s          |
| 8e | Francisco Pérez Sánchez    | Espagne | Caisse d'Épargne-Illes Balears | + 23 s          |
| 9e | David Etxebarria           | Espagne | Liberty Seguros-Würth          | + 23 s          |
| 10e | José Ángel Gómez Marchante | Espagne | Saunier Duval-Prodir           | + 26 s          |